# 石原江里子
石原 江里子（いしはら えりこ）は、日本のミュージシャン、ジャズピアニスト、シンガーソングライターである｡